# 森雅子
森雅子（日语：／ Mori Masako，1964年8月22日—），日本女性政治家、律師，自由民主黨黨員。出身於福島縣磐城市，本名三好雅子（みよし まさこ）。2007年參議院選舉首次當選參議院議員。在自民黨內屬於清和政策研究會（細田派）。
2012年僅當選一屆的森雅子就獲邀入閣，被任命第二次安倍內閣的內閣府特命擔當大臣（少子化對策、消費者及食品安全、工作性別平等、女性活力·育兒支援擔當）。
2019年10月31日因河井克行被免職而被任命為法務大臣，2020年9月16日離任。
2021年於第二次岸田內閣中任内閣總理大臣補佐官（女性活躍擔當）。
她在就讀東北大學法學部時，與枝野幸男是同期的同學。兩人畢業後皆曾擔任律師，從政後，兩人分屬不同政黨。
| 官衔            | 官衔                                                         | 官衔            |
| --------------- | ------------------------------------------------------------ | --------------- |
| 前任： 河井克行 | 法務大臣 第102代：2019年—2020年                              | 繼任： 上川陽子 |
| 前任： 中塚一宏 | 內閣府特命擔當大臣 （少子化對策） 第14代：2012年—2014年      | 繼任： 有村治子 |
| 前任： 小平忠正 | 內閣府特命擔當大臣 （消費者及食品安全） 第9代：2012年—2014年 | 繼任： 有村治子 |
| 前任： 中塚一宏 | 內閣府特命擔當大臣 （男女共同參與） 第17代：2012年—2014年    | 繼任： 有村治子 |
| 議會席位        |                                                              |                 |
| 前任： 福岡資麿 | 參議院行政監視委員長 2012年                                  | 繼任： 愛知治郎 |